# VW Passat B3
Der VW Passat B3 (Typ 312 = Limousine, 315 = Variant) ist ein Modell der Mittelklasse von Volkswagen. Er wurde im Jahr 1988 als Nachfolger des VW Passat B2 vorgestellt. Das neue Modell hatte einen Quermotor und daher einen größeren Innenraum. Zwei Monate nach der Stufenheckausführung wurde die Kombiversion Variant im Juni 1988 vorgestellt.
Der Passat B3 wurde in den VW-Werken Emden, Brüssel und, ab Dezember 1991, im VW-Werk Bratislava (heute Volkswagen Slovakia) produziert. Der ab Oktober 1993 gebaute Nachfolger B4 teilte die gleiche Plattform sowie zahlreiche Bauteile mit dem Vorgängermodell; allerdings war aber das äußere Erscheinungsbild umfassend überarbeitet worden.

## Modellgeschichte

### Allgemeines

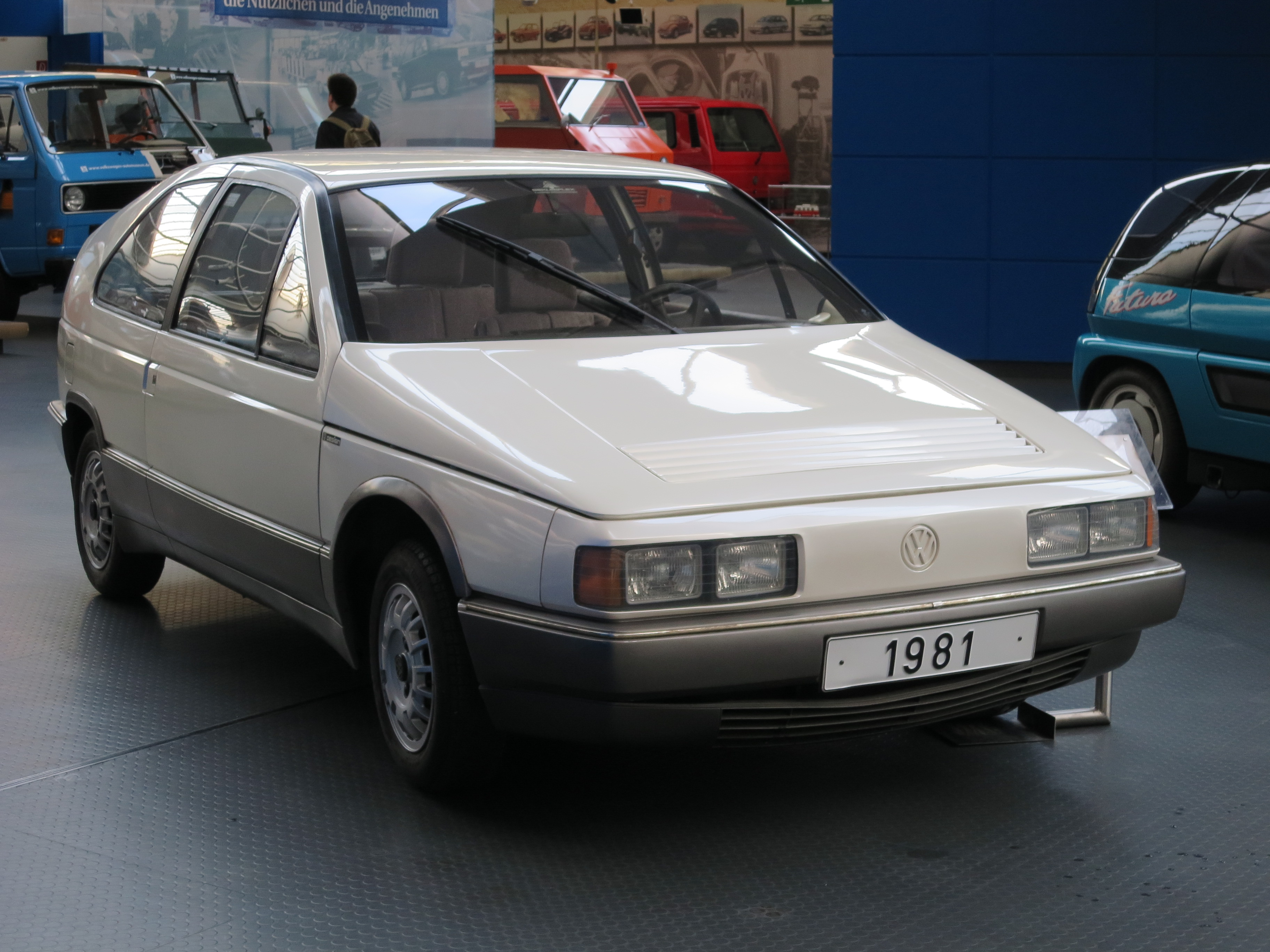
Volkswagen Auto 2000 (1981)

Das äußere Erscheinungsbild wurde 1981 von der Studie VW Auto 2000 vorweggenommen, deren Design unter der Leitung des deutschen Designers Herbert Schäfer entstand. Dieser verlieh dem Passat B3 einen kantigen, aerodynamischen Stil, der auch an die zweite Generation des Scirocco erinnerte. Zugunsten einer besseren Windschlüpfrigkeit (Cw-Wert) von etwa 0,29 wurde der Kühllufteinlass verkleinert und unter den Stoßfänger verlegt; die zur Verbrennung nötige Luft saugt der Motor durch das VW-Zeichen an. Der fehlende klassische Frontgrill erinnert an ältere Volkswagen-Modelle mit Heckmotor wie den Typ 4.
Der Passat B3 wurde auf dem Genfer Autosalon 1988 vorgestellt und ab 1988 in Europa, ab 1990 in Nordamerika und ab 1995 in Südamerika vermarktet. Er war der erste Passat, der vollständig auf einem eigenständigen Volkswagen-Chassis basierte, das auf dem Plattformkonzept des Golf aufbaute, anstatt wie zuvor eine Basis mit Audi zu teilen. Obwohl als B3-Plattform klassifiziert, ähnelten die Abmessungen eher einer großzügigen A-Plattform. Mit einer Länge von 4670 mm unterscheidet sich der B3 deutlich von seinem Vorgänger und zeigt Parallelen zum sogenannten „Jelly Mould Style“ der zweiten Ford-Sierra-Generation (1987–1993). Dennoch sorgte die wahrgenommene Qualität teilweise für Skepsis.
Der Passat B3 ist der erste VW mit bündig eingeklebter Front- und Heckscheibe. Die glattflächige Karosserie trägt zum niedrigen Cw-Wert bei. Er wurde in zwei Varianten angeboten: Stufenheck (viertürig) und Variant (fünftürig); eine nahezu fertig entwickelte fünftürige Schrägheckvariante wurde ebenso wie ein früheres zweitüriges Schrägheckmodell des B2 verworfen. Die Karosserie war seit der Einführung teilweise verzinkt und der B3 der erste VW mit Bügeltürgriffen.
Der Motor ist aus Platzgründen quer eingebaut, was einen großzügigen Innenraum ermöglicht und Platz für die optionale Syncro-Allradtechnologie schafft. Auch die Limousine verfügt über eine klappbare Rücksitzbank, wodurch der B3 flexibel beladen werden kann. Viele Komponenten, etwa aus der Golf-Reihe, wurden übernommen, um Produktionskosten zu senken. Die Benzinmotoren mit Einspritzung laufen effizienter als die früheren Vergasermodelle und bieten bessere Leistung. Zur Auswahl standen u. a. ein 1,8-Liter-Motor (CL, 66 kW/90 PS), ein abgespeckter 1,6-Liter-Motor (54 kW/73 PS), ein 2,0-Liter-16V-Motor (GL, 100 kW/136 PS), der 2,8-Liter-VR6 (GLX, 128 kW/174 PS, ab 1991 in Europa, 1992 in Nordamerika) sowie der G60 mit Kompressor (118 kW/160 PS), der auch in Golf und Corrado verwendet wurde.
Der Passat bietet für seine Zeit eine umfangreiche Sicherheitsausstattung. Die Karosseriestruktur und Knautschzonen entsprechen den damaligen Standards der passiven Sicherheit. Mit über 200 kg mehr Gewicht als der B2 ist er robuster gebaut. Ab 1988 war ein Antiblockiersystem optional erhältlich, ab Dezember 1992 kamen Airbags und Gurtstraffer hinzu. Stärkere Modelle haben eine elektronische Differenzialsperre (ABS mit EDS), die bis etwa 40 km/h ein Durchdrehen der Räder verhindert. Das geschäumte Armaturenbrett reduziert die Kopfbelastung bei Crashtests.

### Karosserievarianten

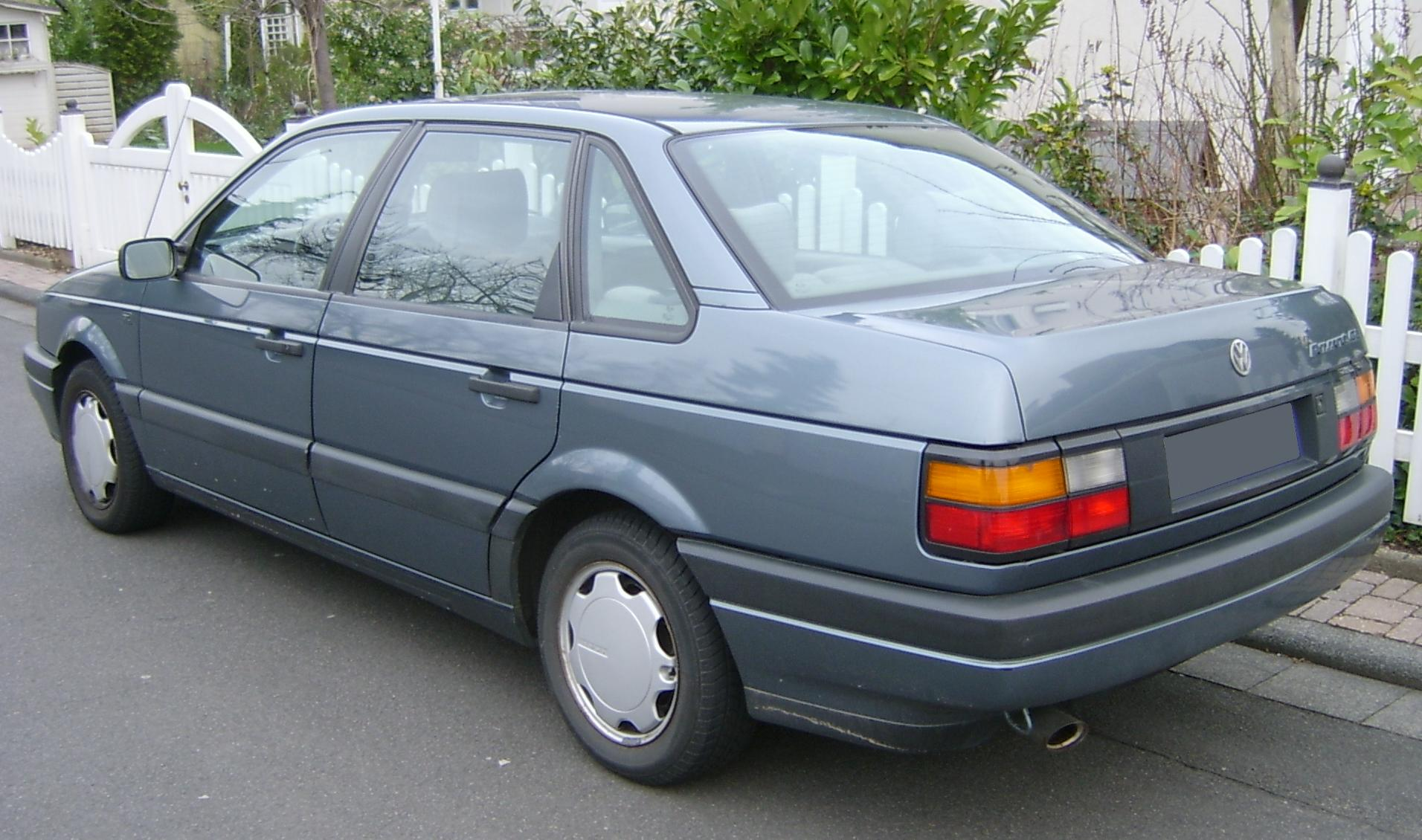
Heckansicht GL
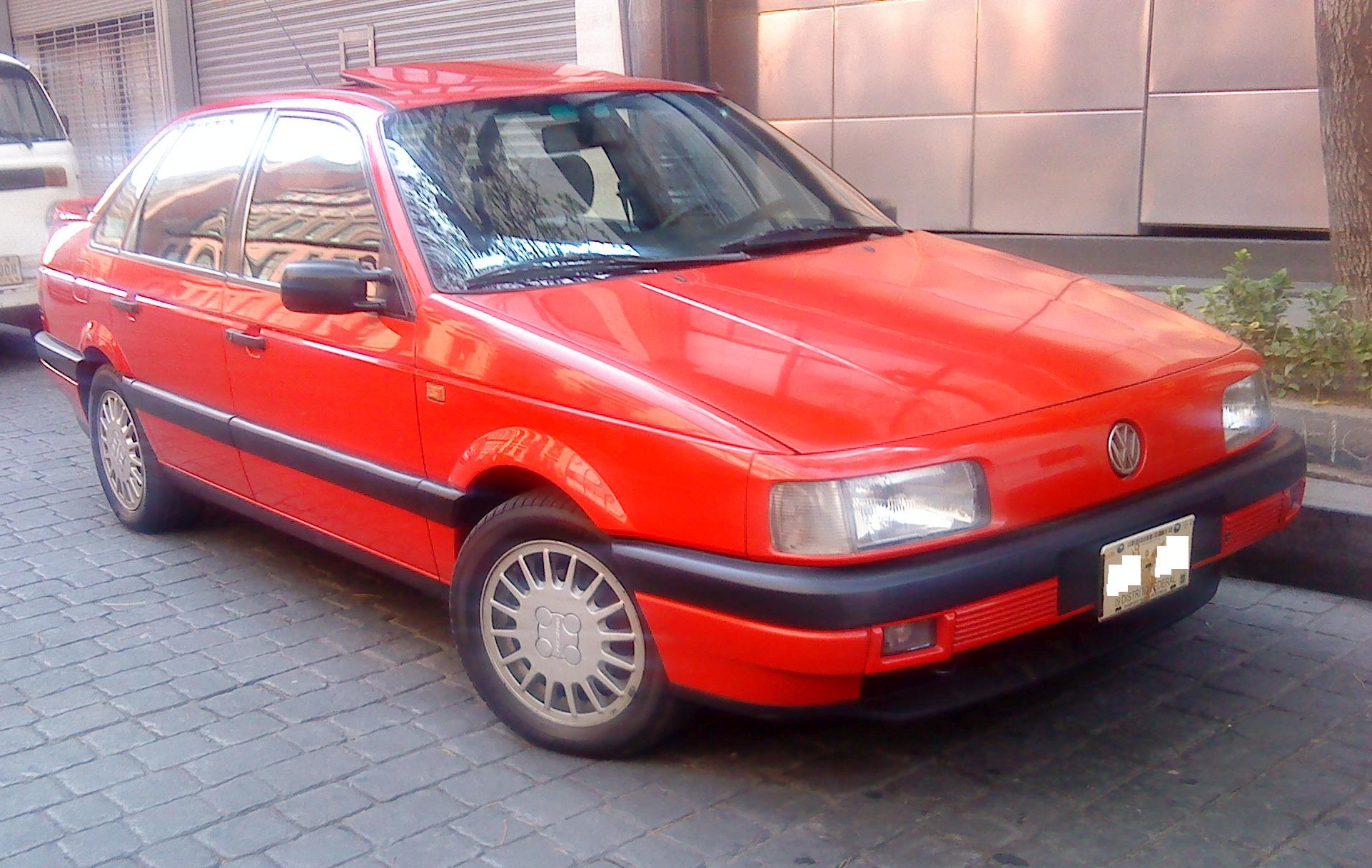
VW Passat GL 16V
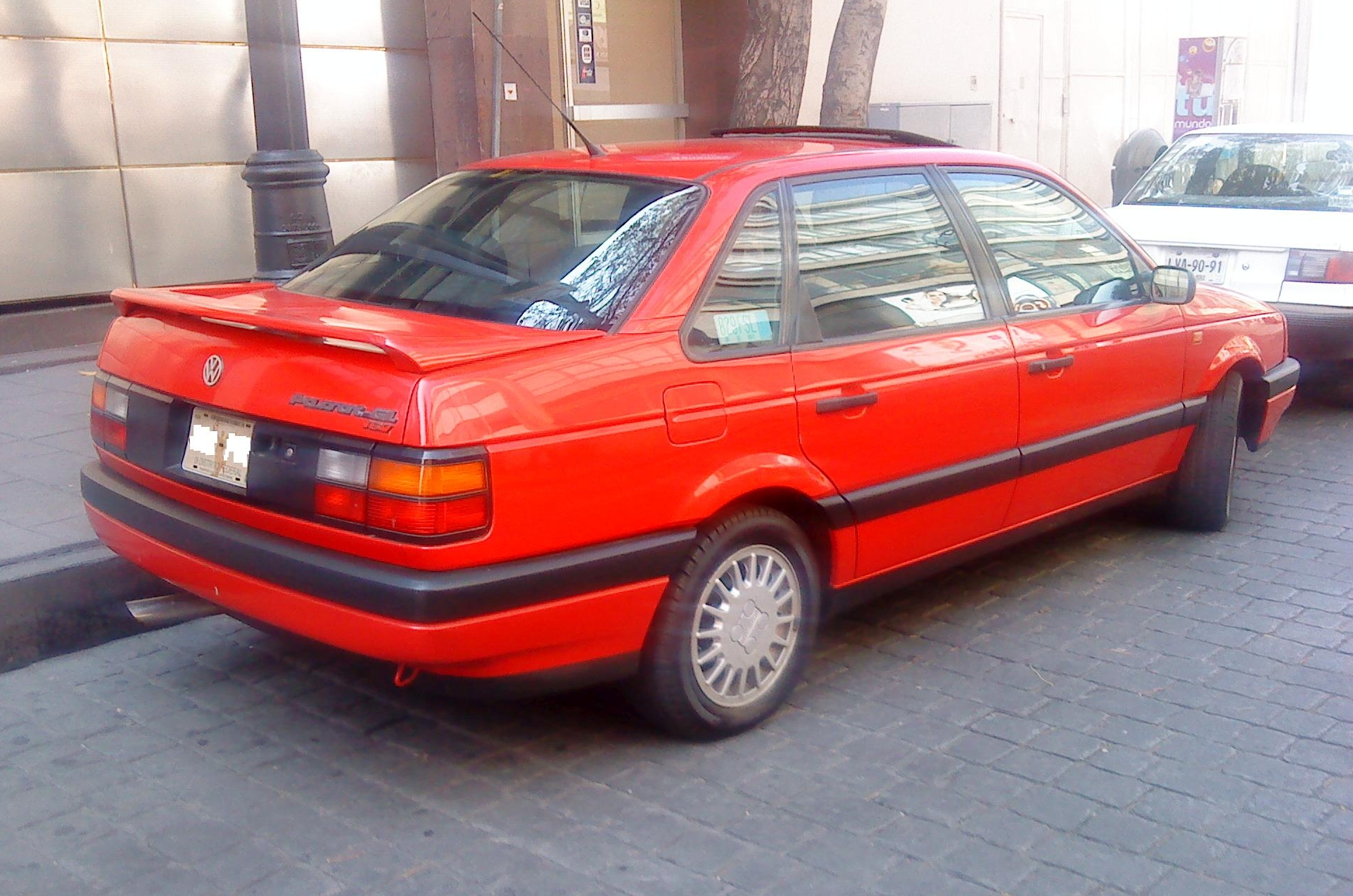
VW Passat GL 16V (Heckansicht)
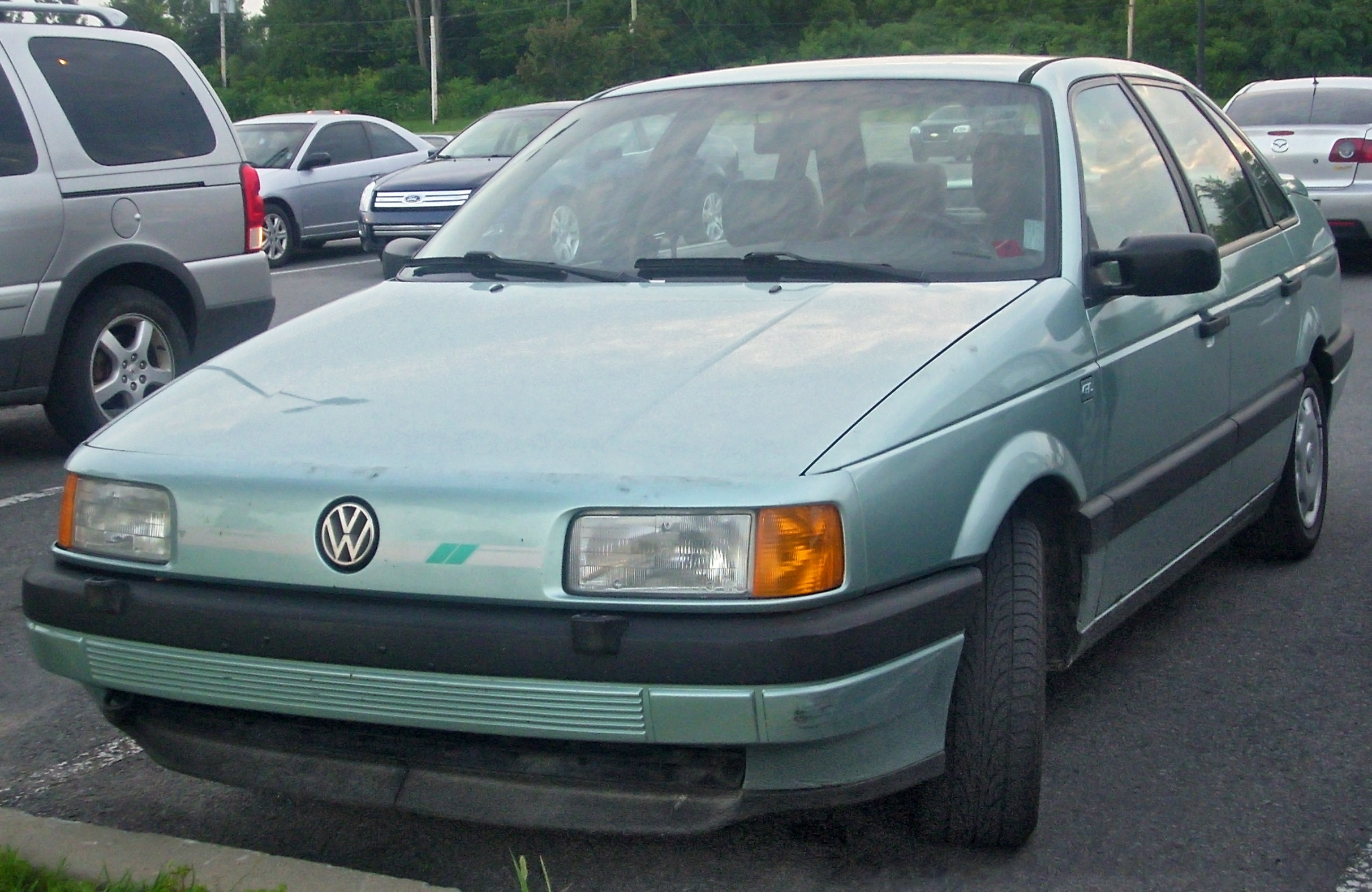
VW Passat Sedan (US-Version)
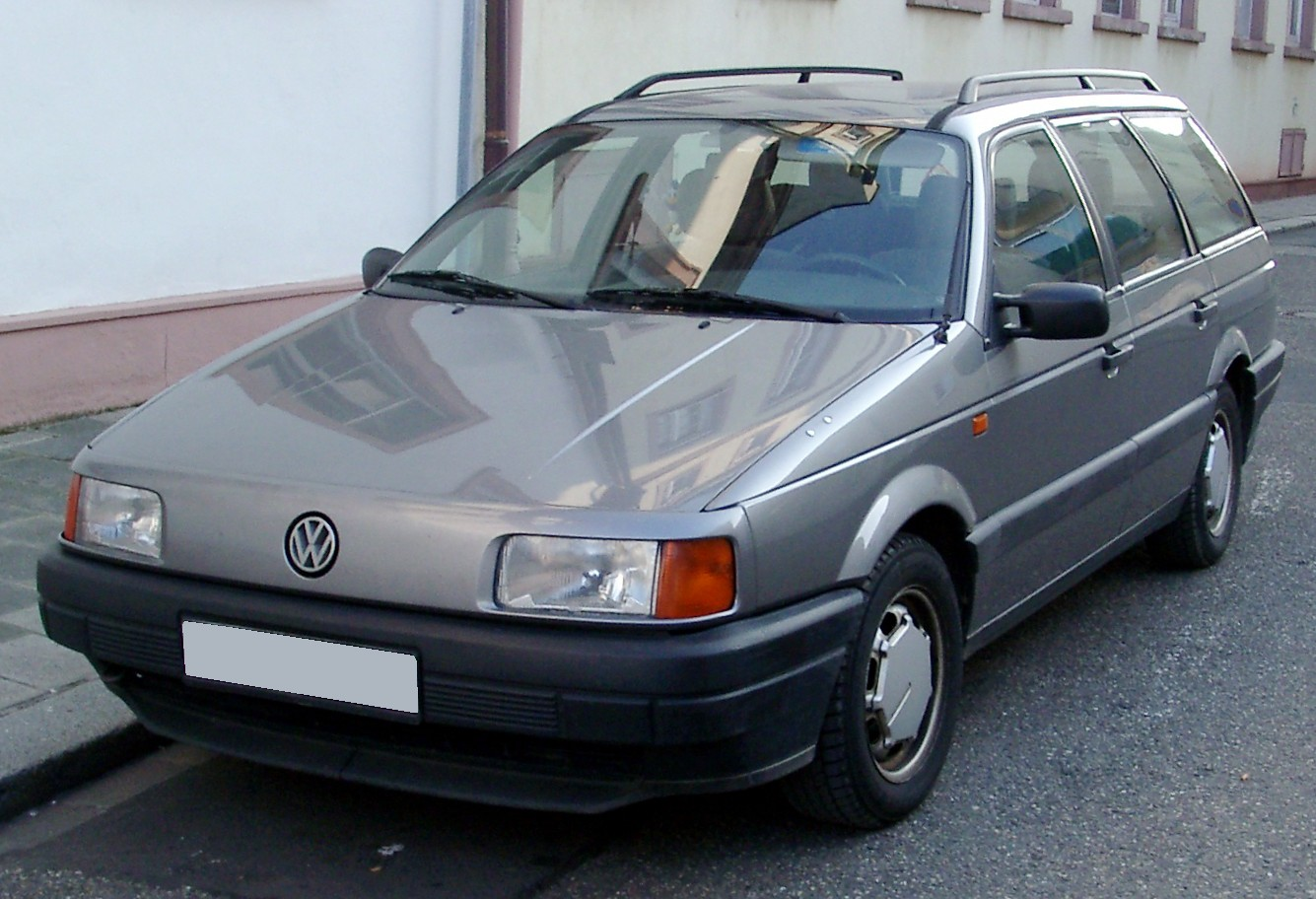
VW Passat Variant CL
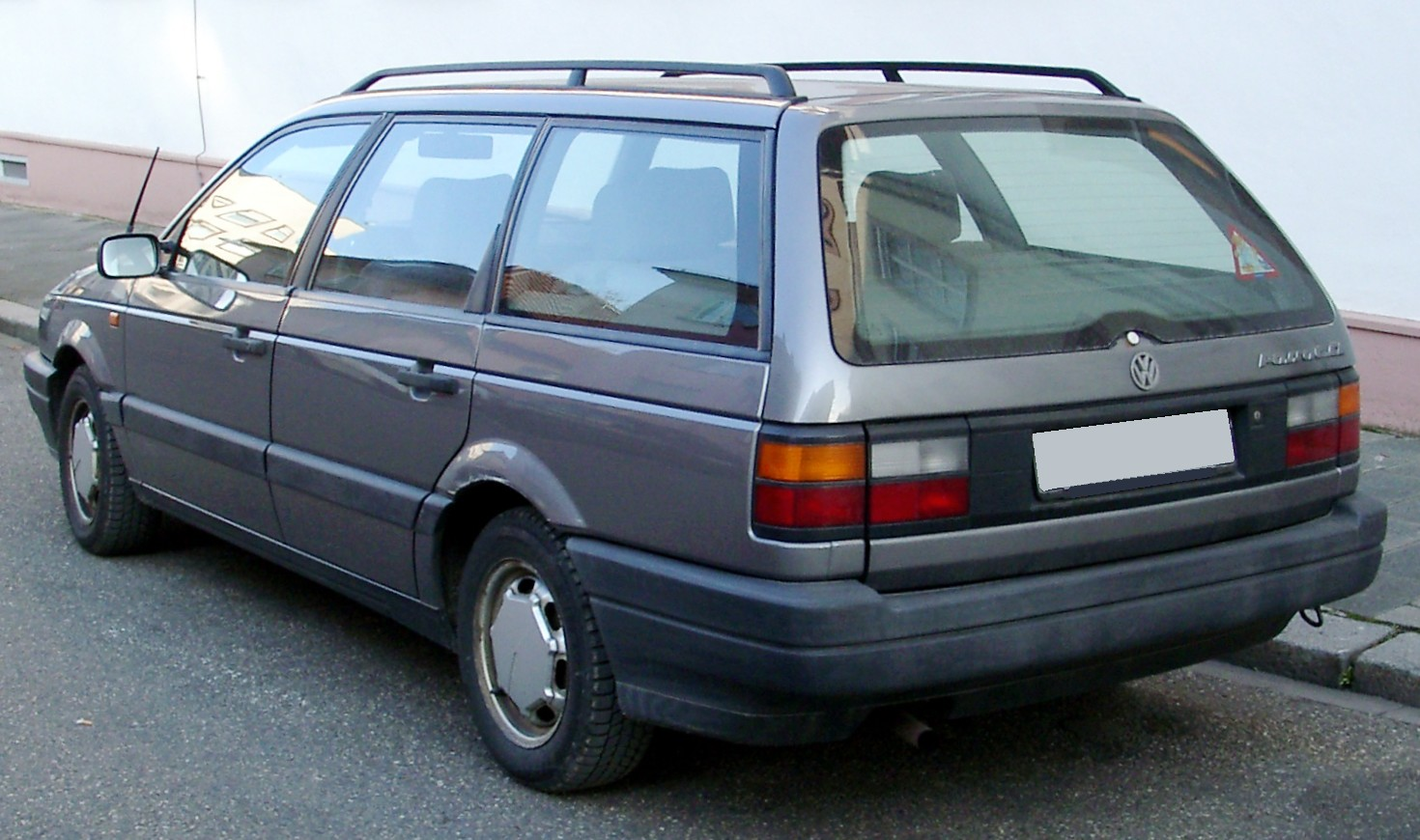
VW Passat Variant CL (1988–1993)
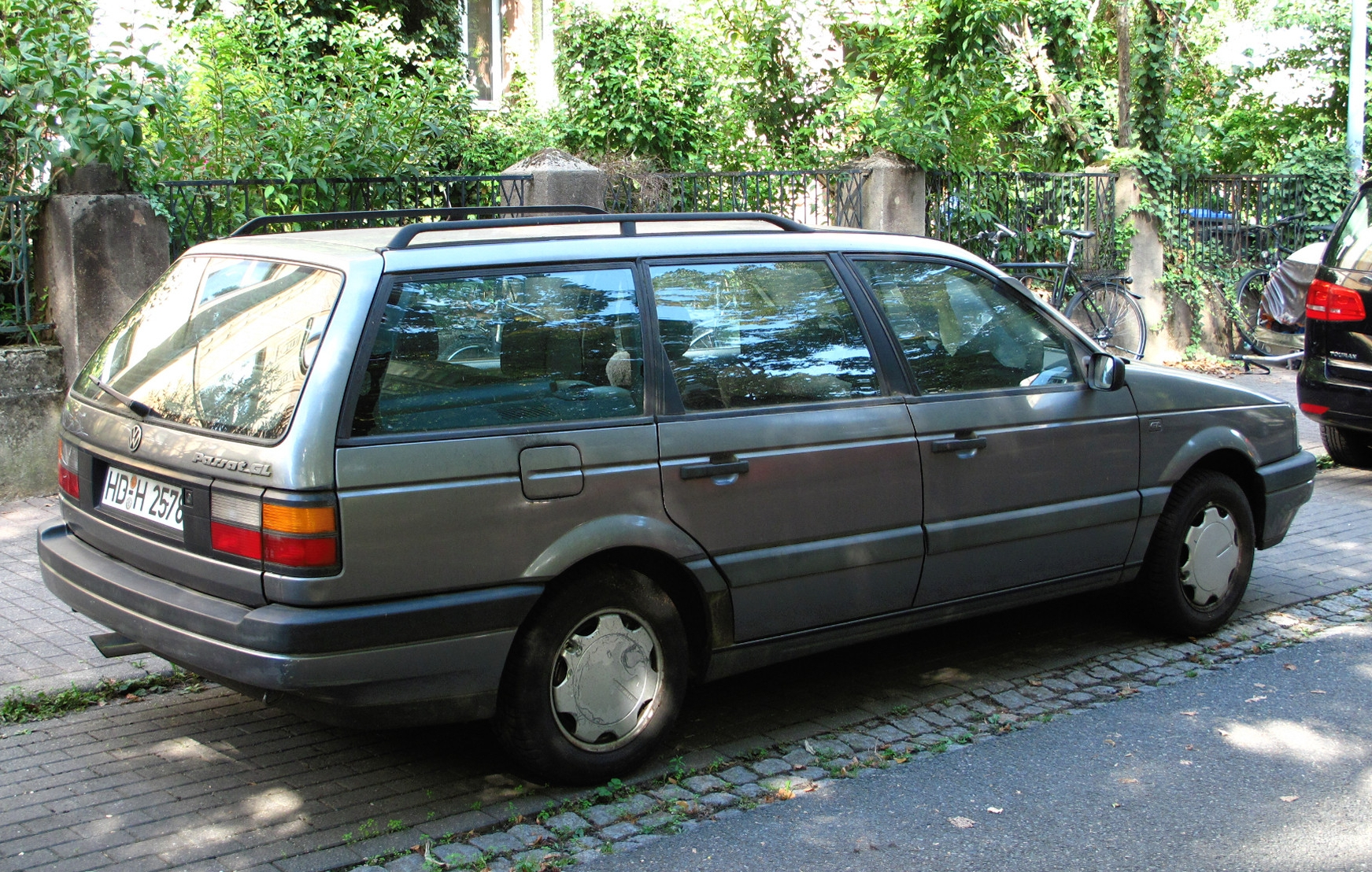
VW Passat Variant GL (1988–1993)
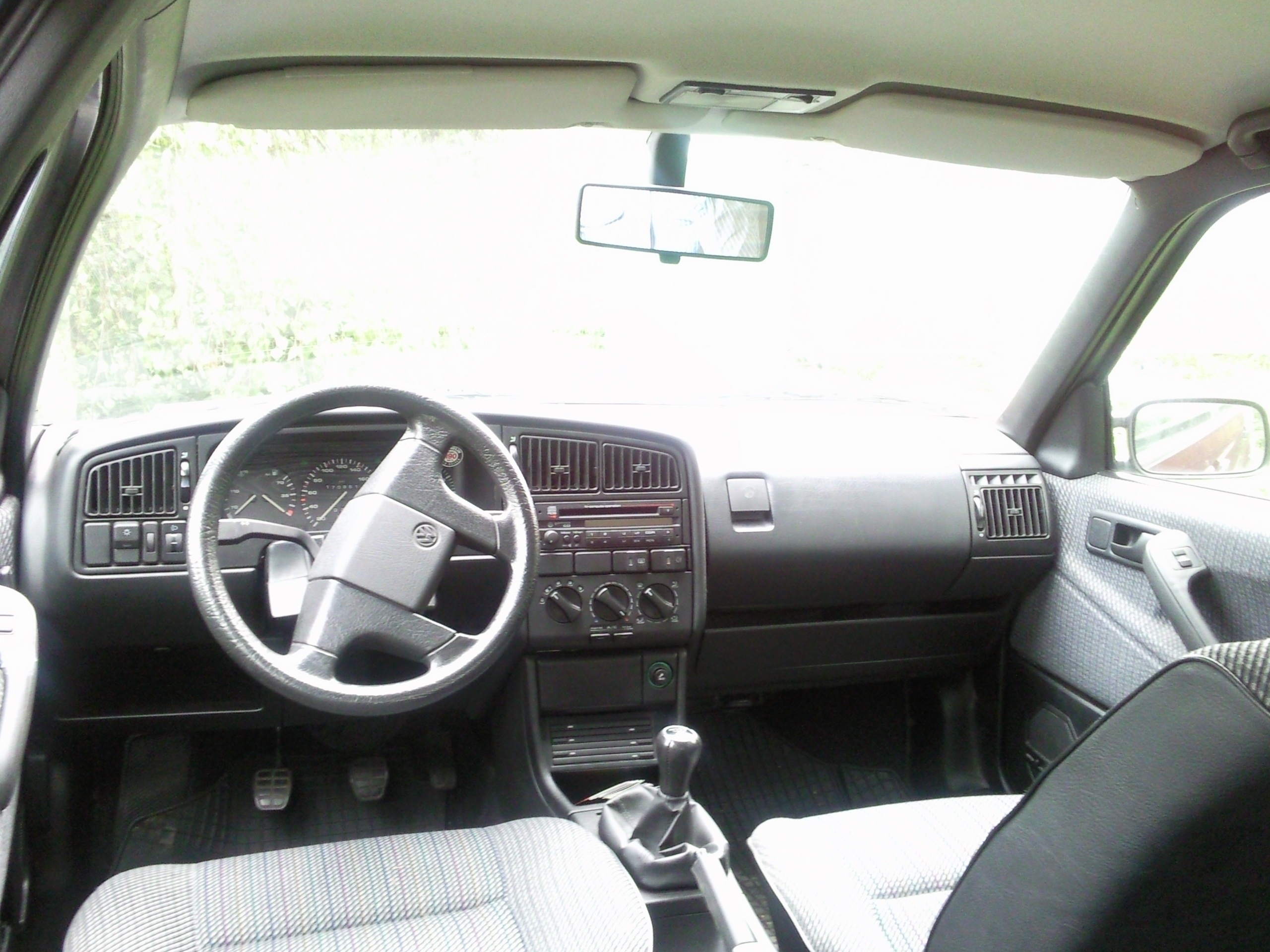
Innenraum mit Radio 'Gamma CD'

## Ausstattung
Angeboten wurde der Passat B3 in drei Ausstattungslinien: CL (Basisausstattung), GL (auf Komfort ausgelegt) und GT („sportliche“ Ausstattung). Sondermodelle (z. B. Arriva, Edition One, Komfort Edition, Trend etc.) sind bei folgenden Auflistungen nicht berücksichtigt.

### Exterieur
- Verbundglas-Windschutzscheibe mit grüner Wärmeschutzverglasung
- Räder:
  - CL: Silberfarbenes Stahlrad mit Radnabenkappe
  - GL: Stahlrad mit schwarzer Radschüssel und vollflächiger Radkappe
  - GT: Leichtmetallrad
- Stoßfänger:
  - CL: schwarz
  - GL: partiell in Wagenfarbe lackiert
  - GT: schwarz, mit silberner Zierlinie und seitlicher Beplankung
- Blinkstreuscheiben vorn:
  - CL: gelb
  - GL und GT: weiß

#### Wahlweise
- Metallic-/Perleffekt-Lackierung
- Leichtmetallräder in 14 oder 15 Zoll
- Halogennebelscheinwerfer mit Linsentechnik (GT: Serie)
- Als Zubehör: Doppelscheinwerfer von Hella, auch mit Linsentechnik (ab 1992 wahlweise in schwarz oder weiß)

### Interieur
Wegen des Quermotors wurde ein vergleichsweise üppiger Innenraum möglich. Vom Gaspedal zu den Rücksitzlehnen beträgt der Abstand zwei Meter, was vor allem für einen hervorragenden Sitzkomfort der Fondpassagiere sorgt. Unabhängig ob CL, GL oder GT, nahezu jedes Extra war für die drei Grundausstattungen lieferbar. Unter anderem:
- Zentralverriegelung (GL, GT: Serie ab 1992)
- Klimaanlage (manuell) / Climatronic (automatisch) / Thermotronic (automatisch geregelte Heizung ohne Klimatisierung)
- Elektrische Fensterheber rundum mit Kinderschutz für die hinteren Scheiben.
- Drehzahlmesser, Digitalzeituhr (GT: Serie)
- Kombiinstrument mit Multifunktionsanzeige und digitalem Kilometerzähler
- elektrische Leuchtweitenregulierung (Deutschland: Serie ab 1990)
- höhenverstellbares Lenkrad
- Diebstahlwarnanlage
- Ledersitze mit höhenverstellbarem Fahrer- und Beifahrersitz
- Sitzheizung
- Mittelarmlehne
- Kinderrücksitzbank für Kofferraum (Variant)
- Geschwindigkeitsregelanlage (Tempomat)
- Airbag (Fahrer und Beifahrer)
- Scheinwerferreinigungsanlage
- Schiebedach aus Stahl oder Glas

## Motorenpalette
Wegen des Quereinbaus der Motoren durften diese nicht länger sein als ein Vierzylinder, weshalb ein Fünfzylinder wie beim Vorgängermodell nicht möglich war. Erst nach der Entwicklung eines VR-Motors konnte auch ein Sechszylinder eingebaut werden.
Die Leistung der Serienmotoren im B3 reicht von 53 kW (72 PS) (1,6 l mit Vergaser, bis 1989) bis zum 128 kW (174 PS) starken VR6 (ab 1991). Zwischen 1988 und 1992 gab es auch den Passat G60 mit Reihenvierzylindermotor und G-Lader. Die Dieselmotoren sind Wirbelkammer-Motoren ohne oder mit Turbolader. Deren Leistung liegt zwischen 50 und 59 kW (68 und 80 PS). In Österreich gab es den Dieselmotor nur mit Turbolader und 59 kW (80 PS).

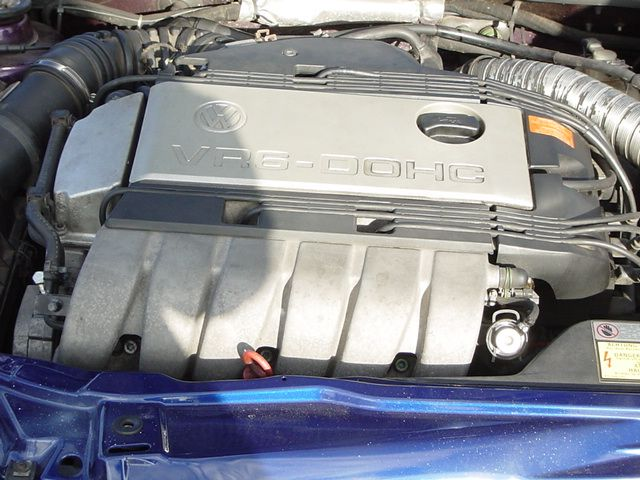
VR6 mit 128 kW (174 PS; MKB: AAA)
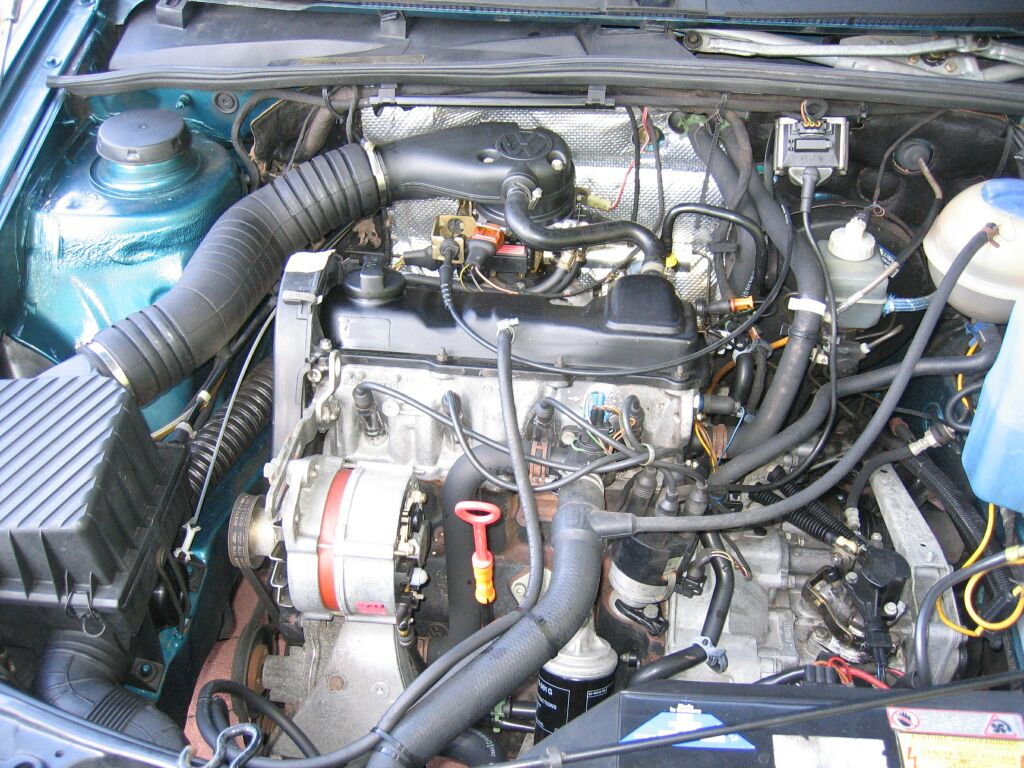
Vierzylinder mit 66 kW (90 PS; MKB: RP)

### Antrieb
Der Passat B3 mit 85-kW-Motor (115 PS) war auf Wunsch auch mit Allradantrieb (Syncro) erhältlich; beim G60-Motor war dieser serienmäßig. Alle anderen Versionen haben Frontantrieb.

### G60
Der auch im Golf II eingebaute Motor mit Scrollkompressor (G-Lader) wurde auch im Passat G60 verwendet. Der 118 kW (160 PS) starke Motor beschleunigt ihn bis auf 215 km/h. Auffälligstes Merkmal dieses Modells sind, außer den roten G60-Schriftzügen an Front und Heck, die 15 Zoll großen Leichtmetallräder mit der vierlöchrigen Schraubenabdeckung. Der Passat G60 wurde ausschließlich mit Vierradantrieb (Syncro) verkauft.

### Technische Daten
| VW Passat B3                | 1.6                                                                         | 1.6                                                                         | 1.6                                                                         | 1.8                                                                         | 1.8                                                                         | 1.8                                                                         | 1.8                                                              | 1.8                                                              | 1.8                                                              | 1.8                                                              |
| Bauzeitraum                 | 02/1988–07/1989                                                             | 02/1988–07/1990                                                             | 02/1988–09/1993                                                             | 08/1990–09/1993                                                             | 02/1988–06/1990                                                             | 07/1990–07/1991                                                             | 08/1991–09/1993                                                  | 02/1988–07/1990                                                  | 02/1988–07/1990                                                  | 07/1988–09/1993                                                  |
| Motorkenndaten              |                                                                             |                                                                             |                                                                             |                                                                             |                                                                             |                                                                             |                                                                  |                                                                  |                                                                  |                                                                  |
| Motortyp                    | R4-Ottomotor                                                                | R4-Ottomotor                                                                | R4-Ottomotor                                                                | R4-Ottomotor                                                                | R4-Ottomotor                                                                | R4-Ottomotor                                                                | R4-Ottomotor                                                     | R4-Ottomotor                                                     | R4-Ottomotor                                                     | R4-Ottomotor                                                     |
| Anzahl Ventile pro Zylinder | 2                                                                           | 2                                                                           | 2                                                                           | 2                                                                           | 2                                                                           | 2                                                                           | 2                                                                | 2                                                                | 2                                                                | 4                                                                |
| Ventilsteuerung             | Zahnriemen, obenliegende Nockenwelle, Tassenstößel                          | Zahnriemen, obenliegende Nockenwelle, Tassenstößel                          | Zahnriemen, obenliegende Nockenwelle, Tassenstößel                          | Zahnriemen, obenliegende Nockenwelle, Tassenstößel                          | Zahnriemen, obenliegende Nockenwelle, Tassenstößel                          | Zahnriemen, obenliegende Nockenwelle, Tassenstößel                          | Zahnriemen, obenliegende Nockenwelle, Tassenstößel               | Zahnriemen, obenliegende Nockenwelle, Tassenstößel               | Zahnriemen, obenliegende Nockenwelle, Tassenstößel               | DOHC, Zahnriemen                                                 |
| Gemischaufbereitung         | Vergaser                                                                    | Mono-Jetronic                                                               | Vergaser                                                                    | Mono-Motronic                                                               | Mono-Jetronic                                                               | Mono-Motronic                                                               | Mono-Motronic                                                    | Digifant                                                         | Digifant                                                         | K-Jetronic                                                       |
| Motoraufladung              | —                                                                           | —                                                                           | —                                                                           | —                                                                           | —                                                                           | —                                                                           | —                                                                | —                                                                | —                                                                | —                                                                |
| Kühlung                     | Wasserkühlung                                                               | Wasserkühlung                                                               | Wasserkühlung                                                               | Wasserkühlung                                                               | Wasserkühlung                                                               | Wasserkühlung                                                               | Wasserkühlung                                                    | Wasserkühlung                                                    | Wasserkühlung                                                    | Wasserkühlung                                                    |
| Motorkennbuchstaben         | RF (1)                                                                      | 1F                                                                          | EZ, ABN (1)                                                                 | AAM                                                                         | RP                                                                          | RP                                                                          | ABS                                                              | PF                                                               | PB (1)                                                           | KR (1)                                                           |
| Bohrung × Hub               | 81,0 × 77,4 mm                                                              | 81,0 × 77,4 mm                                                              | 81,0 × 77,4 mm                                                              | 81,0 × 86,4 mm                                                              | 81,0 × 86,4 mm                                                              | 81,0 × 86,4 mm                                                              | 81,0 × 86,4 mm                                                   | 81,0 × 86,4 mm                                                   | 81,0 × 86,4 mm                                                   | 81,0 × 86,4 mm                                                   |
| Hubraum                     | 1595 cm³                                                                    | 1595 cm³                                                                    | 1595 cm³                                                                    | 1781 cm³                                                                    | 1781 cm³                                                                    | 1781 cm³                                                                    | 1781 cm³                                                         | 1781 cm³                                                         | 1781 cm³                                                         | 1781 cm³                                                         |
| Verdichtungsverhältnis      | 9,0:1                                                                       | 9,0:1                                                                       | 9,0:1                                                                       | 9,0:1                                                                       | 9,0:1                                                                       | 9,0:1                                                                       | 10,0:1                                                           | 10,0:1                                                           | 10,0:1                                                           | 10,0:1                                                           |
| max. Leistung               | 53 kW (72 PS) bei 5200/min                                                  | 53 kW (72 PS) bei 5200/min                                                  | 55 kW (75 PS) bei 5200/min                                                  | 55 kW (75 PS) bei 5000/min                                                  | 66 kW (90 PS) bei 5250/min                                                  | 66 kW (90 PS) bei 5400/min                                                  | 66 kW (90 PS) bei 5500/min                                       | 79 kW (107 PS) bei 5400/min                                      | 82 kW (112 PS) bei 5400/min                                      | 100 kW (136 PS) bei 6300/min                                     |
| max. Drehmoment             | 120 Nm bei 2700/min                                                         | 125 Nm bei 2750/min                                                         | 125 Nm bei 2600/min                                                         | 140 Nm bei 2500/min                                                         | 142 Nm bei 3000/min                                                         | 142 Nm bei 2600/min                                                         | 145 Nm bei 2500/min                                              | 154 Nm bei 3800/min                                              | 159 Nm bei 4000/min                                              | 162 Nm bei 4800/min                                              |
| Kraftübertragung            |                                                                             |                                                                             |                                                                             |                                                                             |                                                                             |                                                                             |                                                                  |                                                                  |                                                                  |                                                                  |
| Antrieb                     | Vorderradantrieb                                                            | Vorderradantrieb                                                            | Vorderradantrieb                                                            | Vorderradantrieb                                                            | Vorderradantrieb                                                            | Vorderradantrieb                                                            | Vorderradantrieb                                                 | Vorderradantrieb                                                 | Vorderradantrieb                                                 | Vorderradantrieb                                                 |
| Getriebe, serienmäßig       | 4-Gang-Schaltgetriebe                                                       | 4-Gang-Schaltgetriebe                                                       | 4-Gang-Schaltgetriebe                                                       | 5-Gang-Schaltgetriebe                                                       | 5-Gang-Schaltgetriebe                                                       | 5-Gang-Schaltgetriebe                                                       | 5-Gang-Schaltgetriebe                                            | 5-Gang-Schaltgetriebe                                            | 5-Gang-Schaltgetriebe                                            | 5-Gang-Schaltgetriebe                                            |
| Getriebe, optional          | 5-Gang-Schaltgetriebe                                                       | 5-Gang-Schaltgetriebe                                                       | 5-Gang-Schaltgetriebe                                                       | —                                                                           | 4-Stufen-Automatikgetriebe                                                  | 4-Stufen-Automatikgetriebe                                                  | 4-Stufen-Automatikgetriebe                                       | 4-Stufen-Automatikgetriebe                                       | 4-Stufen-Automatikgetriebe                                       | —                                                                |
| Fahrwerk                    |                                                                             |                                                                             |                                                                             |                                                                             |                                                                             |                                                                             |                                                                  |                                                                  |                                                                  |                                                                  |
| Radaufhängung vorn          | Federbeine, Dreieckquerlenker, Schraubenfedern                              | Federbeine, Dreieckquerlenker, Schraubenfedern                              | Federbeine, Dreieckquerlenker, Schraubenfedern                              | Federbeine, Dreieckquerlenker, Schraubenfedern                              | Federbeine, Dreieckquerlenker, Schraubenfedern                              | Federbeine, Dreieckquerlenker, Schraubenfedern                              | Federbeine, Dreieckquerlenker, Schraubenfedern                   | Federbeine, Dreieckquerlenker, Schraubenfedern                   | Federbeine, Dreieckquerlenker, Schraubenfedern                   | Federbeine, Dreieckquerlenker, Schraubenfedern                   |
| Radaufhängung hinten        | Verbundlenkerachse, Schraubenfedern                                         | Verbundlenkerachse, Schraubenfedern                                         | Verbundlenkerachse, Schraubenfedern                                         | Verbundlenkerachse, Schraubenfedern                                         | Verbundlenkerachse, Schraubenfedern                                         | Verbundlenkerachse, Schraubenfedern                                         | Verbundlenkerachse, Schraubenfedern                              | Verbundlenkerachse, Schraubenfedern                              | Verbundlenkerachse, Schraubenfedern                              | Verbundlenkerachse, Schraubenfedern                              |
| Bremsen                     | Scheibenbremsen vorn, Trommelbremsen hinten, Bremskraftverstärker, a.W. ABS | Scheibenbremsen vorn, Trommelbremsen hinten, Bremskraftverstärker, a.W. ABS | Scheibenbremsen vorn, Trommelbremsen hinten, Bremskraftverstärker, a.W. ABS | Scheibenbremsen vorn, Trommelbremsen hinten, Bremskraftverstärker, a.W. ABS | Scheibenbremsen vorn, Trommelbremsen hinten, Bremskraftverstärker, a.W. ABS | Scheibenbremsen vorn, Trommelbremsen hinten, Bremskraftverstärker, a.W. ABS | Scheibenbremsen vorn und hinten, Bremskraftverstärker, a.W. ABS  | Scheibenbremsen vorn und hinten, Bremskraftverstärker, a.W. ABS  | Scheibenbremsen vorn und hinten, Bremskraftverstärker, a.W. ABS  | Scheibenbremsen vorn und hinten, Bremskraftverstärker, a.W. ABS  |
| Lenkung                     | Zahnstangenlenkung mit Servo                                                | Zahnstangenlenkung mit Servo                                                | Zahnstangenlenkung mit Servo                                                | Zahnstangenlenkung mit Servo                                                | Zahnstangenlenkung mit Servo                                                | Zahnstangenlenkung mit Servo                                                | Zahnstangenlenkung mit Servo                                     | Zahnstangenlenkung mit Servo                                     | Zahnstangenlenkung mit Servo                                     | Zahnstangenlenkung mit Servo                                     |
| Karosserie                  |                                                                             |                                                                             |                                                                             |                                                                             |                                                                             |                                                                             |                                                                  |                                                                  |                                                                  |                                                                  |
| Karosserie                  | Stahlblech, selbsttragend                                                   | Stahlblech, selbsttragend                                                   | Stahlblech, selbsttragend                                                   | Stahlblech, selbsttragend                                                   | Stahlblech, selbsttragend                                                   | Stahlblech, selbsttragend                                                   | Stahlblech, selbsttragend                                        | Stahlblech, selbsttragend                                        | Stahlblech, selbsttragend                                        | Stahlblech, selbsttragend                                        |
| Spurweite vorn/hinten       | 1485/1425 mm                                                                | 1485/1425 mm                                                                | 1485/1425 mm                                                                | 1485/1425 mm                                                                | 1485/1425 mm                                                                | 1485/1425 mm                                                                | 1485/1425 mm                                                     | 1485/1425 mm                                                     | 1485/1425 mm                                                     | 1485/1425 mm                                                     |
| Radstand                    | 2625 mm (Limousine) bzw. 2630 mm (Variant)                                  | 2625 mm (Limousine) bzw. 2630 mm (Variant)                                  | 2625 mm (Limousine) bzw. 2630 mm (Variant)                                  | 2625 mm (Limousine) bzw. 2630 mm (Variant)                                  | 2625 mm (Limousine) bzw. 2630 mm (Variant)                                  | 2625 mm (Limousine) bzw. 2630 mm (Variant)                                  | 2625 mm (Limousine) bzw. 2630 mm (Variant)                       | 2625 mm (Limousine) bzw. 2630 mm (Variant)                       | 2625 mm (Limousine) bzw. 2630 mm (Variant)                       | 2625 mm (Limousine) bzw. 2630 mm (Variant)                       |
| Abmessungen                 | 458 × 171 × 143 cm (Limousine) bzw. 458 × 172 × 146 cm (Variant)            | 458 × 171 × 143 cm (Limousine) bzw. 458 × 172 × 146 cm (Variant)            | 458 × 171 × 143 cm (Limousine) bzw. 458 × 172 × 146 cm (Variant)            | 458 × 171 × 143 cm (Limousine) bzw. 458 × 172 × 146 cm (Variant)            | 458 × 171 × 143 cm (Limousine) bzw. 458 × 172 × 146 cm (Variant)            | 458 × 171 × 143 cm (Limousine) bzw. 458 × 172 × 146 cm (Variant)            | 458 × 171 × 143 cm (Limousine) bzw. 458 × 172 × 146 cm (Variant) | 458 × 171 × 143 cm (Limousine) bzw. 458 × 172 × 146 cm (Variant) | 458 × 171 × 143 cm (Limousine) bzw. 458 × 172 × 146 cm (Variant) | 458 × 171 × 143 cm (Limousine) bzw. 458 × 172 × 146 cm (Variant) |
| Messwerte                   |                                                                             |                                                                             |                                                                             |                                                                             |                                                                             |                                                                             |                                                                  |                                                                  |                                                                  |                                                                  |
| Höchstgeschwindigkeit       | 161–169 km/h                                                                | 161–169 km/h                                                                | 165–171 km/h                                                                | 165–171 km/h                                                                | 170–177 km/h                                                                | 170–177 km/h                                                                | 170–177 km/h                                                     | 184–190 km/h                                                     | 188–192 km/h                                                     | 199–206 km/h                                                     |
| Beschleunigung, 0–100 km/h  | 16,3–16,6 s                                                                 | 16,3–16,6 s                                                                 | 15,7–16,0 s                                                                 | 15,5–15,8 s                                                                 | 13,9–14,2 s                                                                 | 13,9–14,2 s                                                                 | 13,9–16,4 s                                                      | 12,3–13,4 s                                                      | 11,8–12,9 s                                                      | 10,4–10,6 s                                                      |

| VW Passat B3                | 2.0                                                              | 2.0                                                              | G60                                                              | VR6                                                              | 1.6 TD                                                                      | 1.6 TD                                                                      | 1.9 D                                                                       | 1.9 TD                                                                      |               |
| Bauzeitraum                 | 10/1989–09/1993                                                  | 07/1988–09/1993                                                  | 09/1989–09/1993                                                  | 04/1991–09/1993                                                  | 08/1988–07/1989                                                             | 08/1989–09/1993                                                             | 05/1989–09/1993                                                             | 04/1991–09/1993                                                             |               |
| Motorkenndaten              |                                                                  |                                                                  |                                                                  |                                                                  |                                                                             |                                                                             |                                                                             |                                                                             |               |
| Motortyp                    | R4-Ottomotor                                                     | R4-Ottomotor                                                     | R4-Ottomotor                                                     | VR6-Ottomotor                                                    | R4-Dieselmotor                                                              | R4-Dieselmotor                                                              | R4-Dieselmotor                                                              | R4-Dieselmotor                                                              |               |
| Anzahl Ventile pro Zylinder | 2                                                                | 4                                                                | 2                                                                | 2                                                                | 2                                                                           | 2                                                                           | 2                                                                           | 2                                                                           |               |
| Ventilsteuerung             | OHC, Zahnriemen                                                  | DOHC, Zahnriemen                                                 | OHC, Zahnriemen                                                  | 2 × OHC, Kette                                                   | OHC, Zahnriemen                                                             | OHC, Zahnriemen                                                             | OHC, Zahnriemen                                                             | OHC, Zahnriemen                                                             |               |
| Gemischaufbereitung         | Digifant                                                         | KE-Motronic                                                      | Digifant                                                         | Motronic                                                         | Wirbelkammereinspritzung                                                    | Wirbelkammereinspritzung                                                    | Wirbelkammereinspritzung                                                    | Wirbelkammereinspritzung                                                    |               |
| Motoraufladung              | —                                                                | —                                                                | G-Lader                                                          | —                                                                | Turbolader (Garrett), Ladeluftkühler                                        | Turbolader (Garrett), Ladeluftkühler                                        | —                                                                           | Turbolader (Garrett)                                                        |               |
| Kühlung                     | Wasserkühlung                                                    | Wasserkühlung                                                    | Wasserkühlung                                                    | Wasserkühlung                                                    | Wasserkühlung                                                               | Wasserkühlung                                                               | Wasserkühlung                                                               | Wasserkühlung                                                               | Wasserkühlung |
| Motorkennbuchstaben         | 2E                                                               | 9A                                                               | PG                                                               | AAA                                                              | RA                                                                          | SB                                                                          | 1Y                                                                          | AAZ                                                                         |               |
| Bohrung × Hub               | 82,5 × 92,8 mm                                                   | 82,5 × 92,8 mm                                                   | 81,0 × 86,4 mm                                                   | 81,0 × 90,3 mm                                                   | 76,5 × 86,4 mm                                                              | 76,5 × 86,4 mm                                                              | 79,5 × 95,5 mm                                                              | 79,5 × 95,5 mm                                                              |               |
| Hubraum                     | 1984 cm³                                                         | 1984 cm³                                                         | 1781 cm³                                                         | 2792 cm³                                                         | 1588 cm³                                                                    | 1588 cm³                                                                    | 1896 cm³                                                                    | 1896 cm³                                                                    |               |
| Verdichtungsverhältnis      | 10,0:1                                                           | 10,8:1                                                           | 8,0:1                                                            | 10,0:1                                                           | 23,0:1                                                                      | 23,0:1                                                                      | 23,0:1                                                                      | 22,5:1                                                                      |               |
| max. Leistung               | 85 kW (115 PS) (2) bei 5400/min                                  | 100 kW (136 PS) bei 5800/min                                     | 118 kW (160 PS) bei 5600/min                                     | 128 kW (174 PS) bei 5800/min                                     | 59 kW (80 PS) bei 4500/min                                                  | 59 kW (80 PS) bei 4500/min                                                  | 50 kW (68 PS) bei 4400/min                                                  | 55 kW (75 PS) bei 4400/min                                                  |               |
| max. Drehmoment             | 166 Nm (2) bei 3200/min                                          | 180 Nm bei 4400/min                                              | 225 Nm bei 3800/min                                              | 235 Nm (3) bei 4200/min                                          | 155 Nm bei 2500–3000/min                                                    | 152 Nm bei 2300–2800/min                                                    | 127 Nm bei 2200–2600/min                                                    | 140 Nm bei 2200–2800/min                                                    |               |
| Kraftübertragung            |                                                                  |                                                                  |                                                                  |                                                                  |                                                                             |                                                                             |                                                                             |                                                                             |               |
| Antrieb, serienmäßig        | Vorderradantrieb                                                 | Vorderradantrieb                                                 | Allradantrieb                                                    | Vorderradantrieb                                                 | Vorderradantrieb                                                            | Vorderradantrieb                                                            | Vorderradantrieb                                                            | Vorderradantrieb                                                            |               |
| Antrieb, optional           | Allradantrieb                                                    | —                                                                | —                                                                | —                                                                | —                                                                           | —                                                                           | —                                                                           | —                                                                           |               |
| Getriebe, serienmäßig       | 5-Gang-Schaltgetriebe                                            | 5-Gang-Schaltgetriebe                                            | 5-Gang-Schaltgetriebe                                            | 5-Gang-Schaltgetriebe                                            | 5-Gang-Schaltgetriebe                                                       | 5-Gang-Schaltgetriebe                                                       | 5-Gang-Schaltgetriebe                                                       | 5-Gang-Schaltgetriebe                                                       |               |
| Getriebe, optional          | 4-Stufen-Automatikgetriebe                                       | 4-Stufen-Automatikgetriebe                                       | —                                                                | 4-Stufen-Automatikgetriebe                                       | —                                                                           | —                                                                           | —                                                                           | —                                                                           |               |
| Fahrwerk                    |                                                                  |                                                                  |                                                                  |                                                                  |                                                                             |                                                                             |                                                                             |                                                                             |               |
| Radaufhängung vorn          | Federbeine, Dreieckquerlenker, Schraubenfedern                   | Federbeine, Dreieckquerlenker, Schraubenfedern                   | Federbeine, Dreieckquerlenker, Schraubenfedern                   | Federbeine, Dreieckquerlenker, Schraubenfedern                   | Federbeine, Dreieckquerlenker, Schraubenfedern                              | Federbeine, Dreieckquerlenker, Schraubenfedern                              | Federbeine, Dreieckquerlenker, Schraubenfedern                              | Federbeine, Dreieckquerlenker, Schraubenfedern                              |               |
| Radaufhängung hinten        | Verbundlenkerachse, Schraubenfedern                              | Verbundlenkerachse, Schraubenfedern                              | Verbundlenkerachse, Schraubenfedern                              | Verbundlenkerachse, Schraubenfedern                              | Verbundlenkerachse, Schraubenfedern                                         | Verbundlenkerachse, Schraubenfedern                                         | Verbundlenkerachse, Schraubenfedern                                         | Verbundlenkerachse, Schraubenfedern                                         |               |
| Bremsen                     | Scheibenbremsen vorn und hinten, Bremskraftverstärker, a.W. ABS  | Scheibenbremsen vorn und hinten, Bremskraftverstärker, a.W. ABS  | Scheibenbremsen vorn und hinten, Bremskraftverstärker, a.W. ABS  | Scheibenbremsen vorn und hinten, Bremskraftverstärker, a.W. ABS  | Scheibenbremsen vorn, Trommelbremsen hinten, Bremskraftverstärker, a.W. ABS | Scheibenbremsen vorn, Trommelbremsen hinten, Bremskraftverstärker, a.W. ABS | Scheibenbremsen vorn, Trommelbremsen hinten, Bremskraftverstärker, a.W. ABS | Scheibenbremsen vorn, Trommelbremsen hinten, Bremskraftverstärker, a.W. ABS |               |
| Lenkung                     | Zahnstangenlenkung mit Servo                                     | Zahnstangenlenkung mit Servo                                     | Zahnstangenlenkung mit Servo                                     | Zahnstangenlenkung mit Servo                                     | Zahnstangenlenkung mit Servo                                                | Zahnstangenlenkung mit Servo                                                | Zahnstangenlenkung mit Servo                                                | Zahnstangenlenkung mit Servo                                                |               |
| Karosserie                  |                                                                  |                                                                  |                                                                  |                                                                  |                                                                             |                                                                             |                                                                             |                                                                             |               |
| Karosserie                  | Stahlblech, selbsttragend                                        | Stahlblech, selbsttragend                                        | Stahlblech, selbsttragend                                        | Stahlblech, selbsttragend                                        | Stahlblech, selbsttragend                                                   | Stahlblech, selbsttragend                                                   | Stahlblech, selbsttragend                                                   | Stahlblech, selbsttragend                                                   |               |
| Spurweite vorn/hinten       | 1485/1425 mm bzw. 1485/1440 mm (Syncro)                          | 1485/1425 mm bzw. 1485/1440 mm (Syncro)                          | 1485/1425 mm bzw. 1485/1440 mm (Syncro)                          | 1485/1425 mm bzw. 1485/1440 mm (Syncro)                          | 1485/1425 mm bzw. 1485/1440 mm (Syncro)                                     | 1485/1425 mm bzw. 1485/1440 mm (Syncro)                                     | 1485/1425 mm bzw. 1485/1440 mm (Syncro)                                     | 1485/1425 mm bzw. 1485/1440 mm (Syncro)                                     |               |
| Radstand                    | 2625 mm (Limousine) bzw. 2630 mm (Variant)                       | 2625 mm (Limousine) bzw. 2630 mm (Variant)                       | 2625 mm (Limousine) bzw. 2630 mm (Variant)                       | 2625 mm (Limousine) bzw. 2630 mm (Variant)                       | 2625 mm (Limousine) bzw. 2630 mm (Variant)                                  | 2625 mm (Limousine) bzw. 2630 mm (Variant)                                  | 2625 mm (Limousine) bzw. 2630 mm (Variant)                                  | 2625 mm (Limousine) bzw. 2630 mm (Variant)                                  |               |
| Abmessungen                 | 458 × 171 × 143 cm (Limousine) bzw. 458 × 172 × 146 cm (Variant) | 458 × 171 × 143 cm (Limousine) bzw. 458 × 172 × 146 cm (Variant) | 458 × 171 × 143 cm (Limousine) bzw. 458 × 172 × 146 cm (Variant) | 458 × 171 × 143 cm (Limousine) bzw. 458 × 172 × 146 cm (Variant) | 458 × 171 × 143 cm (Limousine) bzw. 458 × 172 × 146 cm (Variant)            | 458 × 171 × 143 cm (Limousine) bzw. 458 × 172 × 146 cm (Variant)            | 458 × 171 × 143 cm (Limousine) bzw. 458 × 172 × 146 cm (Variant)            | 458 × 171 × 143 cm (Limousine) bzw. 458 × 172 × 146 cm (Variant)            |               |
| Messwerte                   |                                                                  |                                                                  |                                                                  |                                                                  |                                                                             |                                                                             |                                                                             |                                                                             |               |
| Höchstgeschwindigkeit       | 185–195 km/h                                                     | 197–206 km/h                                                     | 210–215 km/h                                                     | 214–220 km/h                                                     | 164–170 km/h                                                                | 164–170 km/h                                                                | 155–160 km/h                                                                | 160–165 km/h                                                                |               |
| Beschleunigung, 0–100 km/h  | 11,3–12,9 s                                                      | 10,2–11,0 s                                                      | 9,6–9,8 s                                                        | 8,2–8,3 s                                                        | 16,0–16,2 s                                                                 | 16,0–16,2 s                                                                 | 19,0–19,4 s                                                                 | 17,7–18,0 s                                                                 |               |

## Produktionszahlen Passat B3
Gesamtproduktion Passat B3 ca. 1.926.400 Fahrzeuge von 1988 bis 1993
Modellwechsel zum Passat B4 im Oktober 1993.
| Jahr              | 1988               | 1989    | 1990    | 1991    | 1992    | 1993               | Summe         |
| ----------------- | ------------------ | ------- | ------- | ------- | ------- | ------------------ | ------------- |
| Limousine         | 132.603 ca.99.400  | 137.749 |         |         |         |                    |               |
| Variant           | 79.414 ca.59.500   | 156.197 |         |         |         |                    |               |
| Summe D           | 212.017 ca.158.900 | 293.946 | 358.981 | 398.429 | 326.853 | 216.097 ca.180.000 | ca. 1.717.100 |
| weitere Standorte | 68.554 ca.30.000   | 52.496  | 34.241  | 31.252  | 28.966  | 38.905 ca.32.400   | ca.209.300    |
| Weltproduktion    | 280.571 ca.188.900 | 346.442 | 393.222 | 429.681 | 355.819 | 255.002 ca.212.400 | ca. 1.926.400 |

## Sonstiges
Die Zeitschrift auto motor und sport lancierte für den B3 den spöttischen Spitznamen „Nasenbär“, den schon der Passat-Vorläufer Typ 4 gehabt hatte.